# Turbinella wheeleri
Turbinella wheeleri is een slakkensoort uit de familie van de Turbinellidae. De wetenschappelijke naam van de soort is voor het eerst geldig gepubliceerd in 1994 door Petuch.